# Бабуладзе, Хурие Ахмедовна
Хурие Ахмедовна Бабуладзе (1930 год, село Хуцубани, АССР Аджаристан, ССР Грузия) — звеньевая колхоза имени Сталина Хуцубанского сельсовета Кобулетского района, Грузинская ССР. Герой Социалистического Труда (1949).

## Биография
Родилась в 1930 году в крестьянской семье в селе Хуцубани. После окончания местной неполной средней школы трудилась с 1946 года на чайной плантации колхоза имени Сталина Кобулетского района. В последующем возглавляла звено чаеводов.
В 1948 году звено под её руководством собрало 9835 килограмм чайного листа с гектара на участке площадью 2 гектара. Указом Президиума Верховного Совета СССР от 29 августа 1949 года удостоена звания Героя Социалистического Труда за «получение высоких урожаев сортового зелёного чайного листа и цитрусовых плодов в 1948 году» с вручением ордена Ленина и золотой медали «Серп и Молот» (№ 4517).
Этим же Указом званием Героя Социалистического Труда были также награждены труженицы колхоза имени Сталина Кобулетского района колхозницы Фериде Сулеймановна Давитадзе, Аиша Мемедовна Джиджавадзе, Гули Хусаиновна Джиджавадзе, Фадиме Хасановна Катамадзе, Тунтула Хусаиновна Моцкобили и Гули Алиевна Шакаришвили.
После выхода на пенсию проживала в родном селе Хуцубани.